# Miran Tepeš
Miran Tepeš (né le 25 avril 1961 à Ljubljana). est un ancien sauteur à ski yougoslave.

## Palmarès

### Jeux olympiques
| Épreuve / Édition | Lake Placid 1980 | Sarajevo 1984 | Calgary 1988 |
| Petit Tremplin    | 42e              | 27e           | 4e           |
| Grand Tremplin    | 36e              | 45e           | 10e          |
| Par Equipes       |                  |               | Argent       |

### Championnats du monde
| Épreuve / Édition | Oslo 1982 | Engelberg 1984 | Seefeld 1985 | Oberstdorf 1987 | Val di Fiemme 1991 |
| Petit Tremplin    | 28e       |                | 14e          | 12e             | 43e                |
| Grand Tremplin    | 30e       |                | 14e          | 13e             | 33e                |
| Par Equipes       |           | 5e             |              |                 |                    |

### Championnats du monde de vol à ski
| Épreuve / Édition | Planica 1985 | Vikersund 1990 |
| Individuel        | 6e           | 15e            |

### Coupe du monde
- Meilleur classement final: 4e en 1987.
- Meilleur résultat: 2e.